# Sílvia Cardoso Ferreira da Silva
Pour les articles homonymes, voir Cardoso.
Sílvia Cardoso Ferreira da Silva, née le 26 juillet 1882 à Paços de Ferreira près de Porto au Portugal, morte dans la même ville le 2 novembre 1950, est une laïque catholique portugaise.
Elle se dévoue au service des plus démunis au Brésil et dans son pays natal où elle fonde des maisons de retraite, des soupes populaires, des foyers pour les enfants abandonnés. Elle finance aussi avec ses propres ressources un internat pour filles, fonde un hôpital et consacre beaucoup de temps et d'énergie à tâcher d'améliorer son fonctionnement.
Les étapes initiales de la procédure pour son éventuelle béatification commencent dans les années 1970, l'introduction officielle de la cause a lieu en 1984 ; elle est alors appelée servante de Dieu. En 2013, le pape François reconnaît l'héroïcité de ses vertus et la déclare vénérable. Elle est fêtée le 2 novembre.

## Biographie
Sílvia Cardoso Ferreira da Silva naît en 1882 à Paços de Ferreira près de Porto au Portugal,. Elle est la première des quatre enfants de Umbelino Manuel Ferreira da Silva et Joaquina da Conceição Emilia Cardoso, un couple de fervents chrétiens. Son baptême est célébré le 4 août en l'église paroissiale de Santa Eulalia. En 1883, elle déménage avec ses parents au Brésil mais revient dans son Portugal natal en 1889,.
Sílvia Cardoso fait sa première communion le 23 avril 1892 dans sa ville natale puis est inscrite en 1896 à l'école de Vila Nova de Gaia avec sa sœur Maria Haydée. Mais elle suit des cours privés avec un précepteur avant d'intégrer cette école où elle a étudie les arts et reçoit des cours de piano. Après son passage à Vila Nova de Gaia, elle part étudier au collège dans une autre région. Silvia Cardoso reçoit sa confirmation le 23 octobre 1903, des mains de l'évêque de Porto António José de Sousa Barroso. Plus tard, le 20 janvier 1911, elle fait un vœu privé de service à Dieu avec l'intention d'évangéliser et de servir les autres.
Elle se fiance en 1912 avec le docteur Acácio Umbelino Pereira da Silva, qui meurt de façon inattendue le 24 novembre 1913 au Brésil. Après la mort de son fiancé, Silvia Cardoso choisit de se dévouer pour les démunis et s'occupe particulièrement des enfants pauvres. Elle se rend à Londres pour s'occuper de leurs affaires avant de retourner Brésil en 1914 après la mort de son frère aîné Ângelo mort à Lisbonne. Son fiancé était incroyant, mais s'est converti plus tard à la foi chrétienne et, à sa mort, a laissé tout ce qu'il avait à Silvia Cardoso. En 1916, elle reçoit un prix pour avoir remporté un concours de floriculture à Porto. En 1917, pendant une retraite où elle suit les Exercices spirituels, elle fait un vœu privé de rester chaste. Elle ne s'est jamais mariée après la mort de son fiancé.
En 1918, son cousin le peintre Amadeo de Souza-Cardoso meurt, tout comme son père peu de temps après. À la mi-octobre 1918, elle contracte une grippe qui évolue en pneumonie, du fait de la pandémie de Grippe espagnole dont elle réussit à se rétablir. 
Très active dans le domaine social, elle crée de multiples œuvres caritatives, sociales, culturelles et religieuses dans le domaine de l'éducation, de la santé, des loisirs. 
En 1918 elle aide à la fondation d'un nouvel hôpital dans sa ville natale en utilisant ses propres fonds. L'hôpital inauguré le 14 mars 1919, elle est de 1920 à 1925 la vice-présidente de la commission administrative de l'hôpital. En 1921, elle participe de nouveau à un concours de floriculture et reçoit une médaille d'or pour sa contribution à l'exposition. Elle crée la même année un internat pour filles. Œuvrant aussi dans le domaine de la transmission de la foi, elle commence en janvier 1923 à organiser des retraites spirituelles. Elle se rend à Rome pour le jubilé de 1925 organisé par le pape Pie XI ; elle loue une voiture pour ses amis, dont le poète Queiroz Ribeiro. En 1928, elle aide à l'établissement d'un pavillon à l'hôpital pour les patients souffrant de maladies infectieuses contagieuses. Elle offre en 1940 un terrain pour établir une maison pour personnes âgées. Silvia Cardoso fonde également des foyers pour les enfants abandonnés qu'elle s'est consacrée à aider. Apprenant qu'un enfant envisage la prêtrise, elle l'encourage à suivre sa vocation et finance ses études. Silvia Cardoso crée également des soupes populaires pour les pauvres. Elle porte généralement sur elle un sac contenant des chapelets et des médailles qu'elle distribue autour d'elles. Elle porte souvent avec elle des vêtements pour les plus pauvres qu'elle rencontre.
En 1925, elle s'inscrit à la Ligue des Serviteurs de Jésus que Mgr João de Oliveira Matos Ferreira a fondée. Elle entreprend en 1926 un pèlerinage en France pour visiter les lieux saints de Lourdes et de Lisieux. En 1939, le cardinal patriarche de Lisbonne Manuel Gonçalves Cerejeira l'encourage à collaborer avec les membres de l'Action catholique.
Les médecins lui diagnostiquent en 1948 une tumeur à l'estomac. Tout au long de 1949, elle maigrit considérablement à cause de sa maladie ; il lui arrive de n'avoir plus assez de force pour monter un escalier. Elle subit une douloureuse opération le 21 janvier 1950 pour soigner son état, mais elle se rend compte ensuite qu'il ne lui reste plus beaucoup de temps à vivre. Silvia Cardoso meurt dans la matinée du 2 novembre 1950 à Paços de Ferreira,. Ses obsèques sont célébrées le lendemain matin.
À la fin de 1951, le cardinal archevêque de Lisbonne, Manuel Gonçalves Cerejeira, consacre une statue en son honneur. Ses restes sont exhumés et transférés dans une petite chapelle le 3 avril 2016.

## Processus de béatification
Dans le diocèse de Porto, l'évêque António Ferreira Gomes ordonne en 1977 la création d'une commission pour étudier si la procédure en béatification de Silvia Cardoso devait être ouverte ou non. Cette commission a aidé à établir les bases du processus d'enquête initiale sur la vie et la réputation de sainteté de Silvia Cardoso. La cause est ouverte le 9 avril 1984 après que la Congrégation pour la Cause des Saints ait publié le décret officiel « nihil obstat » (pas d'objections) donnant ainsi son assentiment à la cause et donnant à Silvia Cardoso le titre de Servante de Dieu . L'archevêque Júlio Tavares Rebimbas inaugure l'enquête diocésaine le 6 juin 1984 et la clôture huit ans plus tard, le 23 juin 1992. Les preuves et la documentation recueillies au cours de ce processus sont envoyées à Rome au bureau du Congrégation pour la cause des saints, qui valide le 22 octobre 1993 la procédure diocésaine comme étant conforme aux directives à respecter.
La postulation formée des avocats de la cause soumet en 2001 le dossier officiel de Positio à la Congrégation pour une enquête complémentaire, déclenchant ainsi la « phase romaine » pour la cause de béatification. Les théologiens évaluent et approuvent le dossier le 4 octobre 2011, tout comme les membres cardinaux et évêques de la congrégation le 8 janvier 2013, ces deux conseils devant s'assurer que les preuves de la sainteté de Silvia Cardoso sont convaincantes. Celle-ci devient vénérable le 27 mars 2013 quand le pape François signe le décret reconnaissant qu'elle a pratiqué les vertus à un degré héroïque.
Sa béatification dépend de la confirmation papale d'un miracle, généralement une guérison que la science ou la médecine ne peut pas expliquer. Le diocèse de Porto a enquêté sur un tel cas, l'enquête diocésaine s'est terminée le 4 mars 2015, les preuves ont été envoyées à la congrégation à Rome pour une nouvelle évaluation médicale approfondie.
Le postulateur actuel de la cause est Mgr Arnaldo Pinto Cardoso ; son vice-postulateur est le Père Ângelo Alves.
Sa fête est le 2 novembre.